# Fan Ho
Fan Ho (chinois : 何藩 ; pinyin : Hé Fān ; cantonais Jyutping : ho4faan4 ; né le 8 octobre 1931 à Shanghai et mort le 19 juin 2016 à San José en Californie) est un photographe, acteur et cinéaste chinois (de Hong Kong).

## Biographie
Fan Ho nait à Shanghai en 1931. Au début de la guerre civile en 1941, ses parents restent bloqués à Macao pendant plusieurs années et il est confié à un domestique[réf. nécessaire]. Il émigre avec sa famille à Hong Kong en 1949.
Ho commence à photographier très jeune avec un Kodak Brownie puis avec un Rolleiflex que son père lui offre à l'âge de 14 ans. Il développe ses images dans la baignoire familiale[réf. nécessaire].
Rapidement il réunit un important corpus photographique, sur Hong Kong dans les années 1950 et 1960 alors que la ville se transforme et devient une importante métropole.
Il tourne plusieurs films comme acteur dans les années 1960 avec les Shaw Brothers jusqu'au début des années 1970, avant de passer derrière la caméra et de réaliser plusieurs films, le plus souvent érotiques,.
Vivant en Californie depuis 1995, Fan Ho meurt le 19 juin 2016 à San José, à l’âge de 84 ans des suites d’une pneumonie.

## Publications
- The Living Theatre,  Modernbook Editions ; 2e édition (2008) 176 pages  (ISBN 978-0980104431)
- Hong Kong Yesterday,  Modernbook Editions ; 3e édition (2012) 112 pages.  (ISBN 978-0977882830)
- A Hong Kong Memoir, (2014)  (ISBN 978-0990871200)
- Lights and Shadows, (2015)  (ISBN 978-0010050493)

## Filmographie

### Longs-métrages

#### Acteur
- 1961 : Love Without End / 不了情, (frère de Tang)
- 1963 : Revenge of a Swordswoman / 野奇俠傳
- 1964 : The Female Prince / 鳳奇緣, (demi-frère de Hsiao)
- 1965 : Vermilion Door / 伶淚, (Luo Shao-Hua)
- 1965 : Inside the Forbidden City / 宮秘史, (fils de l'Impératrice Di)
- 1966 : The Perfumed Arrow / 秀才, (Wei Zhuan-Zi)
- 1966 : The Blue and the Black (Parties 1 et 2) / 藍與黑 (上 et 下, (époux de Hui Ya)
- 1966 : The Monkey Goes West / 西遊記, (monie Tang Xuan-Zang)
- 1966 : The Joy of Spring  / 歡樂青春, (lui-même)
- 1967 : The Cave of the Silken Web  / 盤絲洞, (moine Tang Xuan-Zang)
- 1967 : Madame Slender Plum / 慾海情魔, (David Xu)
- 1967 : Sweet Is Revenge / 大俠復仇記, (David Li)
- 1967 : Susanna / 珊珊, (Yu Chih Chien)
- 1968 : The Land of Many Perfumes / 女兒國, (moine Tang Xuan-Zang)
- 1969 : Miss Fragrance / 香噴噴小姐, (Dr. Lam Kin-Wah)
- 1969 : The Millionaire Chase / 釣金龜, (Sun Jia Wen)

#### Réalisateur
- 1969 : Lost / 迷[5]
- 1972 : Love and Blood / 血愛
- 1973 : Adventure in Denmark / 春滿丹麥
- 1974 : The Adventurous Air-Steward / 空中少爺
- 1975 : Girl with the Long Hair / 長髮姑娘
- 1975 : The Miserable Girl / 昨夜星辰昨夜風
- 1976 : Body For Sale / 賣身
- 1977 : Innocent Lust / 初哥初女初夜情
- 1978 : Hello Sexy Newcomers / 哈囉床上夜歸人
- 1978 : The Notorious Frameup / 淫獸
- 1980 : Two for the Road / 台北吾愛
- 1982 : Expensive Tastes / 花劫
- 1985 : Smile Again / 花女情狂
- 1986 : Yu Pui Tsuen / 玉蒲團
- 1987 : Yu Pui Tsuen II / 浮世風情繪
- 1987 : Desire / 心鎖
- 1988 : Brief Encounter / 慾燄濃情
- 1989 : Erotic Nights / 夜激情
- 1990 : Temptation Summary / 三度誘惑
- 1991 : Hidden Desire / 我為卿狂
- 1991 : Temptation Summary II / 四度誘惑
- 1993 : Wild at Heart / 不羈的心
- 1994 : The Sichuan Concubines / 罌粟
- 1997 : L'air du temps / 豪門聖女

#### Producteur
- 1992 : False Lady / 哎也女朋友
- 1993 : 7 Days in Paris / 少女情懷總是詩
- 1993 : Wild at Heart / 不羈的心

### Courts-métrages
- 1963 : Big City Little Man / 大都市 小人物 (30 min, Hong Kong)
- 1966 : Home Work / 習作之 (40 min, Hong Kong)
- 1966 : Gulf / 離